# 순천 항공전
순천 항공전은 조선민주주의인민공화국 순천 인근 공중에서 1951년 12월 1일 발발한 6.25 전쟁의 공중전이다. 왕립 오스트레일리아 공군 제77비행대의 글로스터 미티어 14대가 소련 제176방위전투항공여단에서 출격한 20대의 MiG-15에 의해 공격받은 전투이다. 미그기는 중공군의 공군을 지원하고 있었지만 소련은 공식적인 6.25 전쟁의 참전 국가가 아니었다. 그러나 이 공중전 이후 유엔군은 자신들의 전투기가 소련군의 상대가 되지 않는다는 것을 알았기에 F-86 세이버를 추가로 한반도에 배치했다.

## 전투
오스트레일리아 공군 제77비행대의 원래 임무는 지상 공격 임무였고 공중전 직전에는 재배치되고 있었다. 9시에 오스트레일리아 공군은 5,800m 상공에서 공격을 받았고 10분간의 격전 끝에 공중전은 6,100m에서 10,000m에 이르는 조선민주주의인민공화국 공역 전체에서 벌어지게 되었다. 양측 모두 제2차 세계 대전 당시의 뛰어난 조종사들이 탑승하고 있었지만 미티어 전투기는 제2차 대전 기종이었고 미그 15는 새로 탄생한 제트 기종이었다. 격전 끝에 소련 조종사는 3대의 미티어기를 격추시켰다. 소련 측에 따르면 9명의 오스트레일리아군이 사망했다고 보았다.
공식적으로 소련 측의 전투기는 이 전투에서 1대도 격추되지 않았다. 스테파 키리첸코의 미그기가 오작동을 일으켰지만 500m 상공에서 미그기는 다시 원 상태로 복구되어 기지로 되돌아갔다. 브루스 고글리는 2대의 미그기를 맞추었다고 주장했고 오스트레일리아 공군 기록은 1대의 미그기가 격추되고 1대가 파손 또는 파손 가능성이 있다고 보았다. 2명의 오스트레일리아 조종사 브루스 톰슨과 반스 드러먼드는 탈출하였지만 조선민주주의인민공화국 땅에 착륙하여 전쟁 포로가 되었고 E. D. 아르밋은 실종되어 사망했을 가능성이 높다고 보았다.

## 참조
- Coulthard-Clark, Chris (1998). 《Where Australians Fought: The Encyclopaedia of Australia's Battles》. St Leonards: Allen and Unwin. ISBN 1-86448-611-2.